# Gerrie van Gerwen
Gerrie van Gerwen (* 6. Januar 1953 in Olland, Provinz Noord-Brabant) ist ein ehemaliger niederländischer Radrennfahrer und nationaler Meister im Radsport.

## Sportliche Laufbahn
Van Gerwen war im Straßenradsport und im Bahnradsport aktiv. 1973 siegte er als Amateur im Eintagesrennen Ronde van Drenthe, 1974 im Ster van Zwolle. Er holte 1975 einen Etappensieg im Rennen Ruban Granitier Breton und gewann den Grand Prix of Essex. Er gewann 1976 das Etappenrennen Tour du Loir et Cher vor Christian Poirier und die Ronde van Zuid-Holland. 
1977 wurde er Berufsfahrer und blieb bis 1983 als Radprofi aktiv. Van Gerwen holte 1977 einen Etappensieg in der Tour de Picardie. 1979 siegte er im Omloop van Midden-Brabant. Er gewann als Profi eine Reihe von Kriterien, Rundstreckenrennen und Etappen kürzerer Rundfahrten. Im Bahnradsport wurde er 1974 Dritter der nationalen Meisterschaft in der Einerverfolgung hinter dem Sieger Herman Ponsteen. 1975 holte er den Meistertitel im Omnium vor Gerrie Slot, mit dem er viele Rennen im Zweier-Mannschaftsfahren bestritt. 
1974 wurde er mit der Gerrie Knetemann Trofee für den besten Nachwuchsfahrer geehrt.

## Berufliches
Van Gerwen wurde nach seiner aktiven Karriere Sportlicher Leiter unter anderem im Radsportteam Milram Auch als Veranstalter von Radrennen war er tätig.